# 巴知县
巴知县（越南语：／），又作波知县，是越南槟椥省下辖的一个县。

## 地理
巴知县东北接平大县，西北接墥簪县，南接盛富县，东南临南海。

## 历史
十八世紀初，許多來自越南中部的居民來到這裡定居，在海里捕魚和開發土地。
2020年1月10日，福绥社和富义社合并为福义社。
2023年2月13日，越南国会常务委员会通过决议，自2023年4月10日起，安水社改制为店心市镇。
2024年10月24日，越南国会常务委员会通过决议，自2024年12月1日起，新美社并入美和社。

## 行政区划
巴知县下辖2市镇20社，县莅巴知市镇。
- 巴知市镇（Thị trấn Ba Tri）
- 店心市镇（Thị trấn Tiệm Tôm）
- 安平西社（Xã An Bình Tây）
- 安德社（Xã An Đức）
- 安合社（Xã An Hiệp）
- 安和西社（Xã An Hòa Tây）
- 安义西社（Xã An Ngãi Tây）
- 安义中社（Xã An Ngãi Trung）
- 安富中社（Xã An Phú Trung）
- 保盛社（Xã Bảo Thạnh）
- 保顺社（Xã Bảo Thuận）
- 美政社（Xã Mỹ Chánh）
- 美和社（Xã Mỹ Hòa）
- 美仁社（Xã Mỹ Nhơn）
- 美盛社（Xã Mỹ Thạnh）
- 富礼社（Xã Phú Lễ）
- 福义社（Xã Phước Ngãi）
- 新兴社（Xã Tân Hưng）
- 新水社（Xã Tân Thủy）
- 新春社（Xã Tân Xuân）
- 永安社（Xã Vĩnh An）
- 永和社（Xã Vĩnh Hòa）

## 經濟
在2016年，被認定為IV級城市。主要經濟部門是貿易，服務，手工業，農業以水稻種植、製鹽、捕魚、絲綢為主。